# Pazz & Jop

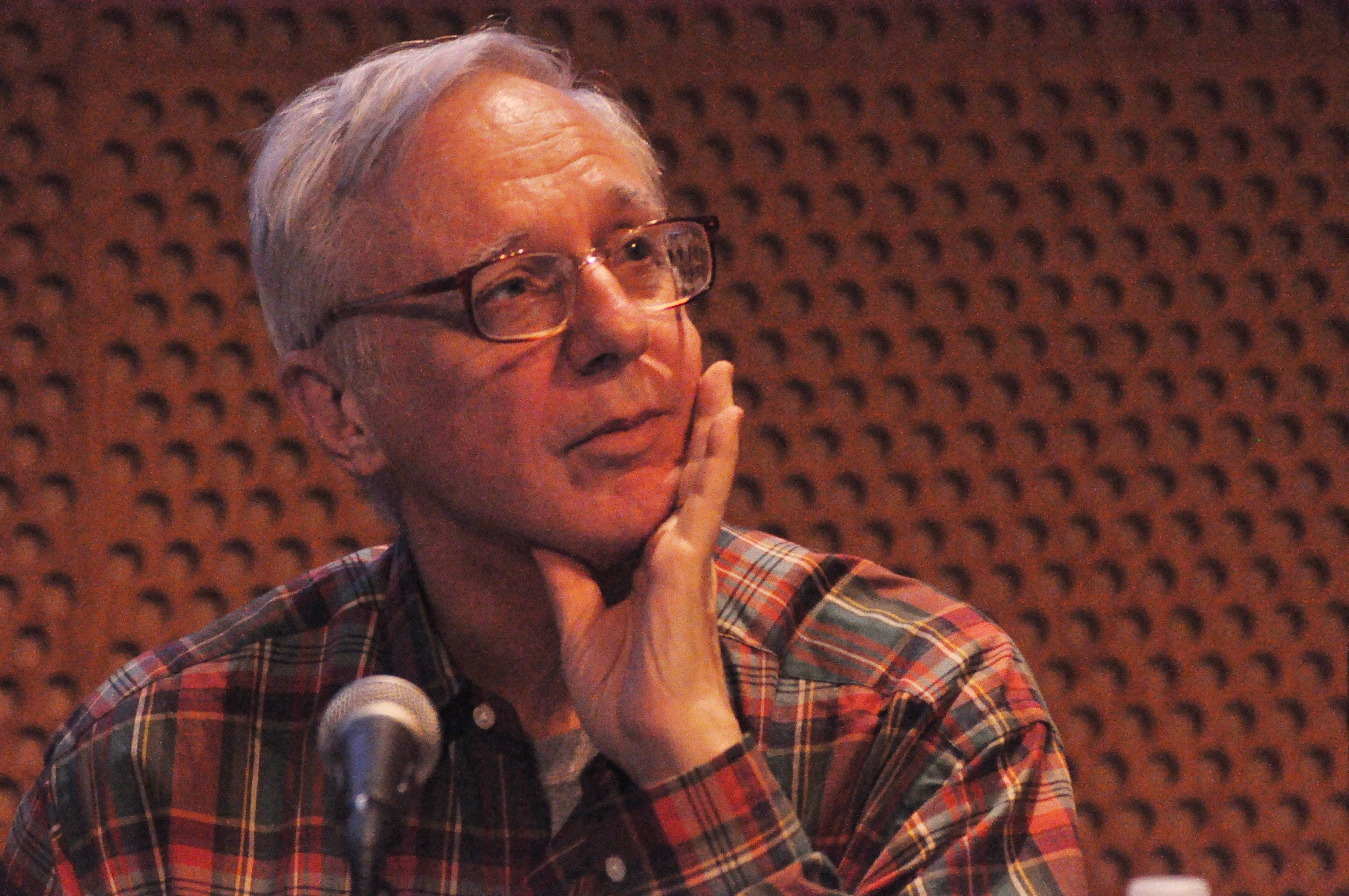
El creador de Pazz & Jop, Robert Christgau

Pazz & Jop fue una encuesta anual de los mejores lanzamientos musicales, compilada por el periódico estadounidense The Village Voice y creada por el crítico musical Robert Christgau. Publicó listas de los mejores lanzamientos del año para 1971 y cada año desde 1974 hasta 2018. Las encuestas se tabularon a partir de las listas de los diez mejores emitidas a fin de año por cientos de críticos musicales, la mayoría estadounidenses. Fue nombrado en reconocimiento de la desaparecida revista Jazz & Pop, y adoptó el sistema de clasificación utilizado en la encuesta anual de críticos de esa publicación.
Pazz & Jop fue presentado por The Village Voice en 1971 como una encuesta de solo álbumes; se amplió para incluir votos para sencillos en 1979. A lo largo de los años, se obtuvieron otras listas menores para lanzamientos como extended plays, videos musicales, reediciones de álbumes y álbumes recopilatorios, todos los cuales fueron descontinuados después de solo unos años. La encuesta de álbumes de Pazz & Jop utilizaba un sistema de puntos para formular clasificaciones de listas. Los críticos participantes asignaban un valor numérico, que iba de 5 a 30, a cada uno de los álbumes en su lista de los 10 mejores, con los 10 álbumes sumando 100 puntos. Las listas de sencillos, sin embargo, siempre fueron sin ponderar.

## Historia
Pazz & Jop fue creado por el crítico de The Village Voice, Robert Christgau. En 1971, la banda de rock inglesa The Who encabezó la primera encuesta de álbumes de Pazz & Jop con Who's Next. Al año siguiente, Christgau dejó The Village Voice y la encuesta no volvió a realizarse hasta 1974, cuando Christgau regresó y la encuesta "se convirtió en una institución", según el crítico Chris Molanphy. El cantante inglés Ian Dury y su banda The Blockheads encabezaron la primera encuesta de sencillos con "Hit Me with Your Rhythm Stick" (1979). Bob Dylan y Kanye West encabezaron la encuesta de álbumes la mayor cantidad de veces, con cuatro álbumes número uno cada uno. West, además, encabezó la encuesta de singles de 2005. Christgau supervisó la encuesta de Pazz & Jop durante más de treinta años; también escribió ensayos adjuntos donde discutía los contenidos de la encuesta.
El escritor Bernard Gendron citó la falta de coincidencias entre los resultados de la encuesta de 1999 y los álbumes más vendidos de ese año en las listas estadounidenses de Billboard, donde solo cinco de los 40 álbumes mejor votados en Pazz & Jop aparecieron en la lista de álbumes Billboard 200, como un indicativo la división creciente entre la "estética vanguardista de la acreditación cultural" y las "consideraciones comerciales". Si bien Pazz & Jop se consagró como una encuesta de crítica con una identidad clara, ha suscitado críticas, sobre todo por su metodología. El mandato de Christgau como supervisor de Pazz & Jop finalizó cuando fue despedido de The Village Voice después de una compra de la compañía en agosto de 2006. The Village Voice dejó de publicarse por completo en agosto de 2018, sin embargo, la encuesta Pazz & Jop para 2018 fue anunciada en diciembre. La encuesta se publicó en el sitio web de The Village Voice el 6 de febrero de 2019.